# Vladimir Racek
Vladimir Josifovič Racek (rusky Владимир Иосифович Рацек; 23. srpna 1918 Syzraň, Simbirská gubernie, RSFSR – 10. listopadu 1980 Taškent, Uzbecká SSR) byl sovětský horolezec a geograf českého původu, čestný člen Všesovětské geografické společnosti a Zasloužilý mistr sportu SSSR. Hrál významnou úlohu při rozvoji horolezectví v Kyrgyzstánu.

## Život
Mezi jeho významné počiny patří prvovýstup na pik Karakolskij a pik Sovětské ústavy (1937, pod vedením N. Popova), účast na expedici do oblasti ledovce Inylček a vedení výstupu východním hřebenem na pik Džigit (1939) či prvovýstup na horu Tumannaja (1941). Za druhé světové války působil jako instruktor horských vojsk v horách Pamíru a Ťan-šanu. V roce 1943 se skupinou vojenských inspektorů změřil výšku vrcholu, pojmenovaného v roce 1938 Dvacet let Komsomola, na 7439 metrů, což z vrcholu činilo druhou nejvyšší horu Sovětského svazu. Vrchol byl po válce přejmenován na Pik Pobedy (Štít vítězství). Po druhé světové válce se Vladimir Racek vrátil k horolezectví a vykonal prvovýstup na pik Paula Robsona, vedl první uzbeckou expedici na pik Lenina (1950), o rok později travers piku Lenina a prvovýstup na pik Mira. V roce 1955 vedl nechvalně známou uzbeckou výpravu na pik Pobedy, při které téměř všichni účastníci zemřeli. Byl odvolán z vedení, nicméně i v dalších letech se věnoval horolezectví a vědecké práci. Do roku 1969 se účastnil expedic na piky Komunizma, Marxe, Engelse, Revoluce, Šipka a další. V roce 1970 mu byl udělen doktorát z geografie (disertační práce „Orografie a zalednění vysokohorské zóny střední Asie“) a působil na katedře geografie Taškentské státní univerzity. Zemřel v roce 1980 v Taškentu v Uzbekistánu. Jeho hrob se dodnes nachází na městském hřbitově v Taškentu v ulici Botkina.
Jeho jménem je pojmenován 4150 metrů vysoký vrchol a horská chata v údolí Ala-Arča v Kyrgyzském hřbetu v Kyrgyzstánu.